# Polen i olympiska sommarspelen 1928
Polen deltog med 93 deltagare vid de olympiska sommarspelen 1928 i Amsterdam. Totalt vann de en guldmedalj, en silvermedalj och tre bronsmedaljer.

## Medaljer

### Guld
- Halina Konopacka - Friidrott, diskuskastning.

### Silver
- Kazimierz Gzowski, Kazimierz Szosland och Michael Antoniewicz - Ridsport, hoppning.

### Brons
- Adam Papée, Tadeusz Friedrich, Kazimierz Laskowski, Władysław Segda, Aleksander Małecki och Jerzy Zabielski - Fäktning, sabel.
- Michael Antoniewicz, Jozef Trenkwald och Karol Rómmel - Ridsport, fälttävlan.
- Franciszek Bronikowski, Edmund Jankowski, Leon Birkholc, Bernard Ormanowski och Bolesław Drewek - Rodd, fyra med styrman.